# Томас Ковер
Томас М. Ковер [ˈkoʊvər] (7 серпня 1938 — 26 березня 2012 року) — американський інформаційний теоретик та професор на кафедрах електротехніки та статистики у Стенфордському університеті. Він присвятив майже всю свою кар'єру розвитку наукових зв'язків між теорією та статистикою інформації.

## Раннє життя та освіта
Він отримав ступінь бакалавра в галузі фізики у Массачусетському технологічному інституті в 1960 році, а доктора філософії (Ph.D.) в галузі електротехніки у Стенфордському університеті в 1964 році.

## Кар'єра
Томас Ковер починав працювати президентом товариства інформаційної теорії IEEE та був співробітником Інституту математичної статистики та Інституту інженерів з електротехніки та електроніки. Він отримав премію за визначні досягнення у роботи з теорії інформації у 1972 році за статтю «Broadcast Channels».
У 1990 році Томас Ковер отримав звання «Викладач Шеннона» (Shannon Lecturer), яке вважається найвищою нагородою в теорії інформації. 
У 1997 році він отримав медаль IEEE Річарда Геммінга; а у 2003 році він був обраний членом Американської Академії мистецтв і наук.
Під час 48-річної кар'єри професора електротехніки та статистики Стенфордського університету він підготував 64 аспірантів, написав понад 120 наукових робіт у галузі навчання, теорії інформації, статистичної складності, а також методів портфельного аналізу. Томас Ковер також брав участь у написанні книги «Елементи теорії інформації» (Elements of Information Theory), яка стала найбільш широко використовуваним підручником, як вступ до теми, з моменту публікації його першого видання в 1991 році. Він був співредактором книги «Відкриті проблеми в комунікації і обчисленнях» (Open Problems in Communication and Computation).

## Вибрані твори
- Cover, T. M.; Thomas, J. A. (2006). Chapter 12, Maximum Entropy. Elements of Information Theory (вид. 2). Wiley. ISBN 0471241954.
- Cover, T. and Thomas, J. (1991). Elements of Information Theory. New York: Wiley. ISBN 0-471-06259-6
- Van Campenhout, Jan. and Cover, T. (1981). Maximum entropy and conditional probability. Information Theory, IEEE Transactions on
- Cover, T. (1974). The Best Two Independent Measurements Are Not the Two Best. Systems, Man and Cybernetics, IEEE Transactions on
- Cover, T. and Hart, P. (1967). Nearest neighbor pattern classification. Information Theory, IEEE Transactions on.
- Cover, T. (1965). Geometrical and Statistical Properties of Systems of Linear Inequalities with Applications in Pattern Recognition. Electronic Computers, IEEE Transactions on